# JK Viljandi Tulevik
El JK Viljandi Tulevik es un club de fútbol ubicado en Viljandi, Estonia. Fue fundado en 1912 y juega en la Esiliiga B.

## Historia
El club deportivo de Viljandi fue fundado el 23 de septiembre de 1912, mientras que la división de fútbol se puso en marcha un año más tarde. Durante dos décadas se mantuvo sin contratiempos, hasta que las autoridades soviéticas disolvieron su actividad al término de la Segunda Guerra Mundial. La entidad fue reemplazada por el Viljandi Dünamo, pero en 1977 el equipo original fue refundado y empezó a competir en las divisiones estonias. Su mejor desempeño en tiempos de la URSS fue un sexto puesto en 1990.
Tras la independencia de Estonia, el Tulevik fue uno de los fundadores de la Meistriliiga en 1992. Luego de un tiempo en la segunda división, el ascenso en 1998 propició un acuerdo de colaboración con el Flora Tallin. Aquella fue su mejor etapa deportiva, con un subcampeonato de liga en 1999 y dos finales de Copa de Estonia (1999 y 2000). El paso por la élite se prolongó hasta 2010, cuando después de bajar en última posición tuvo que renunciar a la licencia profesional por problemas económicos. El Tulevik regresó a la élite nacional en 2015.

## Uniforme
- Uniforme titular: Camiseta amarilla, pantalón negro, medias amarillas.
- Uniforme suplente: Camiseta azul, pantalón negro, medias azules.

## Participación en competiciones europeas
| Temporada | Torneo         | Ronda | Rival                | Marcador | Marcador |
| --------- | -------------- | ----- | -------------------- | -------- | -------- |
| 1998      | Copa Intertoto | R1    | FC St. Gallen        | 1–6      | 2–3      |
| 1999–00   | Copa UEFA      | QR    | Club Brugge          | 0–3      | 0–2      |
| 2000–01   | Copa UEFA      | QR    | FK Napredak Kruševac | 1–1      | 1–5      |